# Десертно вино
Десертно вино је врста вина код кога је проценат алкохола већи од 15% и иде до 22%.
Најпознатија десертна вина на свету су Порто, Шери, Мадеира, Марсала, Прошек, Командарија и Вермут.

## Карактеристике и начин производње
Главна карактеристика десертних вина, поред високог процента алкохола је и висок проценат шећера. Она се најчешће производе тако што се при крају ферментације вину дода алкохол (обично вински дестилат), па се на тај начин зауставља даље врење - резањем. Због тога су десертна вина слатка са високим процентом шећера из грожђа које квасци нису били у могућности да у потпуности претворе у алкохол, јер је то блокирано високом концентрацијом етанола.

## Конзумација
Десертна вина се пију пре јела као аперитив, или након јела уз колаче, поред тога користе се и у гастрономији као додатак разним колачима и јелима.
Услед високе количине алкохола и шећера, десертна вина су цењена и осмишљена да се пију у малим количинама из мањих чаша.